# Eloeophila fumigata
Eloeophila fumigata är en tvåvingeart som först beskrevs av Alexander 1966.  Eloeophila fumigata ingår i släktet Eloeophila och familjen småharkrankar. Inga underarter finns listade i Catalogue of Life.